# 螢雪時代
『螢雪時代』（けいせつじだい）は、旺文社から刊行されている大学受験生向けの月刊雑誌。広義には「臨時増刊号」を含む。

## 概要
1932年（昭和7年）創刊で、日本で最も古くから存在する定期刊行の大学受験雑誌。
1970年代頃までは全国展開の大手予備校などはなく、大都市圏のみならず地方に住む大学受験生の受験勉強、受験対策に欠かせない雑誌であった。
現在においても日本唯一の定期刊行の大学受験専門誌であり、大学受験・進学の進路指導において権威を持つ。かつては競合誌として学研刊行の『高三コース』（刊行後期は『大学受験Vコース』と改題）が存在した。

## 変遷

### 『受験旬報』期
1932年（昭和7年）10月号 - 1941年（昭和16年）9月号。
1931年（昭和6年）9月1日に歐文社（現旺文社）を創業した赤尾好夫は、学生のための通信教育・進路指導・学習参考書等の出版事業を開始した。通信教育会員の増加に伴い翌1932年（昭和7年）10月、会員の機関誌として『受験旬報』を創刊。『受験旬報』は通信添削会員向けの通信誌であり、旧制高校、旧制専門学校、大学予科への受験者を読者とし、月3回刊行。
創刊時の通信添削の会員は17名、『受験旬報』は赤尾好夫とその友人の二人だけで作ったという。赤尾は自ら編集長を務め、また「巻頭言」「受験対策」「受験旬報懸賞問題」などのコーナーの執筆を担当。誌面と添削により全力で受験生を激励する赤尾の姿勢は全国の受験生に支持され、『受験旬報』は発行部数を急速に伸ばす。
赤尾は発刊の翌年、龍山中学校の教諭原仙作に英語の参考書を執筆させたが、これが現在でもロングセラーを続ける旺文社『英語標準問題精講』である。原は『受験旬報』の記事執筆者の一人でもある。
中曽根康弘（旧制静岡高校に進学、後の第71 - 73代内閣総理大臣）は通信添削会員の一人であり『受験旬報』の読者であった。

### 『螢雪時代』前期
1941年（昭和16年）10月号 - 1948年（昭和23年）3月号。
『受験旬報』は1941年（昭和16年）10月号より、『螢雪時代』と改題され、一般読者向け大学受験進学の専門月刊誌となった。螢雪という名称は、中国の故事である「螢雪の功」（夏は螢の光で冬は雪明かりで勉強する、転じて苦労して勉学に励む）に由来する。『螢雪時代』第1号の定価は50銭。
『螢雪時代』1941年（昭和16年）10月号編集後記には改題について次のように記されている。「本誌は、長年耳慣れた『受験旬報』の名前に別れを告げ、『螢雪時代』という新しい名前の下に再躍進することとなりました。元々『受験旬報』という名前は、昨年9月に従来の旬刊を改めて月刊とした時に改題すべきものであったのですが、種々の事情から出来なかったのです。然し名前が変わったからといって、急に内容迄すっかりかわるわけではありません。今後は従来の記事の他に訓話とか、科学読物とか、偉人の伝記といった諸君の常識を増しためになる記事も出来るだけ多く盛って中等学生の学習指導雑誌として完璧の内容のものとしたいと思っています。兎に角次号から内容はぐっと清新なものとなります。ご期待ください。」

### 『螢雪時代』後期
1948年（昭和23年）4月号以降。
日本国憲法、教育基本法、学校教育法等の制定により、1949年（昭和24年）に新制大学の入学者選抜が行われることとなった。『螢雪時代』はこれに対応するため昭和23年4月号より、新制大学の入試を準拠した内容にシフトし、大学進学者を読者とした。
特に戦後から1970年代にかけての長期にわたり『螢雪時代』は独占的な黄金期にあった。この時代の『螢雪時代』は短歌、俳句、詩の投稿コーナーが設けられており、受験情報誌のみならず文学に関心のある青少年たちにとっての重要な文化拠点となっていた。この投稿欄を出自とする文学者は数多く、中でも少年時代から天才を発揮して注目を集めていた寺山修司が著名である。しかし1970年代後半から全国的な予備校増設や模擬試験乱立が顕著に見られ、『螢雪時代』もこの新たな波に見舞われ始めた。これを契機として、さまざまな持続可能性を示す編集や改革が行われた。
1990年代には、姉妹紙である『螢雪アルシェ』が発行されていた。ここには、当時人気の予備校講師等の講座が掲載されていた。予備校講師以外では、細野真宏（数学、当時フリー）、林省之介（古文、当時関西大学助教授）等も参加している。

#### 大学特信員制度
『螢雪時代』の強さの秘密の一つに「大学特信員」制度の充実があった。「大学特信員」とは『螢雪時代』の読者で、大学入学後に編集協力を行うメンバーのことである。常時1,000名を超えた「大学特信員」は、入学大学のナマの情報や受験体験記を提供したが、これが受験生にとって大学選び、受験対策を行う上で、得難い情報となった。

#### 年間の編集基本方針（プライオリティー）
| - 入試情報（入試分析と予想等） - 合格体験記 - 採点官入試講評 | - 螢雪ジャーナル（地域別大学情報） - 入試特別講座 - 月例テスト（表彰制） | - 受験ユーモア（『受験旬報』創刊以来の連載） - 大学・学部探訪 |

#### 「螢雪」新語・造語（キャッチコピー）
編集部、読者、「大学特信員」による三位一体の誌面作りで、受験世相を反映した独自の新語、造語が数多く誕生した。以下は主なもの。
| - WKMARCH - JARパック - 関関同立 - 日東専駒成成神 - 産近甲龍 - 津東本女 - 大東亜帝国 - 赤尾浪士 - 赤尾の豆単 - 赤門入試崩壊 - 後がこわい入試 | - 1・2・3併願作戦 - 駅弁大学・駅伝大学 - 隔年現象 - 学歴志向 - 共痛一次 - 傾斜配点 - 螢雪広告時代 - 現低浪高の役(乱) - 国落私合・国合私落 - 国立大一揆 - シケ単・出す単・出る単 - 四当五落 | - 受験地獄・受験戦争 - 受験バイブル - 受験風林火山 - 受験ブルース - 受験RENTAL症候群 - 女子の大合短落 - 女子亡大論・男子亡大論 - SKYラーク - スベリ台受験 - 全国大学入学難易ランキング - 大学受験難民・隠れ浪人 - 大学評価ランキング | - 大学ベルリンの壁 - 都立校沈没 - 二期コンプレ - 入試怪革 - 入りたい大学・入れる大学 - ヒール剥がし - フォッサ・マグナ分割 - 富士山・八ヶ岳・五色沼 - マスプロ大学 - 万年浪人 - 模擬死験 - 6・3・3α - 渡り鳥受験 |

#### 大判化
1967年（昭和42年）4月号以降。受験情報の増加、ビジュアル化の波に対応するため『螢雪時代』は大判化された。タイトル文字のデザイン変更、誌面刷新など、時代の変化に対応した変更がなされた。
『螢雪時代』タイトル文字のデザイン変更は、1975年（昭和50年）4月号、1985年（昭和60年）4月号において行われた。

## 最先端の入試情報提供
大学受験界の伝統的先端雑誌として他を圧倒する情報源及び情報を保持していた『螢雪時代』は、一般読者（受験生）はもとより、大学、高校、マスコミ、大手予備校関係者へその最新・独占情報等を提供し続け大学受験界を常にリードした。
- 文部科学省（文部省）の最新情報公開。
- 入学者選抜法（入試科目・入試日程・募集方法）の完全掲載。
- 全大学の入試結果の完全掲載。
- 東大、京大、早大、慶大等の合格者最低点に関する完全掲載。
- 共通一次試験予想平均点。その的中率は他の大手予備校と比べて非常に高かったと言われている。

こうしたことから日本の大学受験に関する変遷や歴史などの調査研究においても、欠かせない資料源として活用されている。

## 関連の社内出版事業等

### 戦前 - 終戦まで
- 1931年（昭和6年）9月 赤尾好夫が歐文社（現旺文社）創業。
- 1932年（昭和7年）10月 『受験旬報』創刊。旧制高校、専門学校、大学予科受験生対象とする通信教育会員の機関誌。
- 1933年（昭和8年）『英文標準問題精講』（原仙作著）刊行。
- 1935年（昭和10年） 『入試突破の対策を語る』刊行、赤尾好夫編『英単語熟語の総合的研究』刊行（初のロングセラー）。
- 1936年（昭和11年） 高・専・大学予科『入学試験問題詳解』刊行。赤尾好夫編『英語基本単語集』刊行。
- 1941年（昭和16年）『受験旬報』を『螢雪時代』と改題し月刊とする（定価50銭）。
- 1942年（昭和17年）8月 「歐文社」を「旺文社」に社名変更。

### 戦後
- 1945年（昭和20年）『螢雪時代』10月号を戦後の更新第1号として発行。定価1円。
- 1949年（昭和24年） 『中学時代』創刊、『傾向と対策シリーズ』刊行。
- 1952年（昭和27年）3月 「大学受験ラジオ講座」放送開始（文化放送）、『大学受験ラジオ講座テキスト』創刊。
- 1954年（昭和29年）9月 『高校時代』創刊。11月、大学入試「模擬試験」開始。
- 1955年（昭和30年）4月 『基礎英語ラジオ講座』放送開始。
- 1956年（昭和31年）11月 『中学時代』を学年別に。
- 1957年（昭和32年）9月 「全国学芸コンクール」創設、募集開始。
- 1958年（昭和33年）4月 『百万人の英語テキスト』創刊。
- 1964年（昭和39年）4月 『高校時代』を学年別に。
- 1975年（昭和50年）4月 『小学時代』創刊。
- 1976年（昭和51年）4月 『小学時代』を『小学時代6年生』に改題。
- 1977年（昭和52年）4月 『小学時代5年生』創刊。
- 1980年（昭和55年）4月 『螢雪短大』創刊。
- 1988年（昭和63年）4月 『私大合格』創刊。後『私大螢雪』に改題。

## 螢雪時代臨時増刊号
『螢雪時代』は毎月の定期号以外に、タイムリーなテーマ別全情報を網羅した『螢雪時代臨時増刊号』を毎年発刊。
以下は2008年（平成20年）のラインナップ。
- 『全国大学学部・学科案内号』（4月臨時増刊）
- 『進路決定資格・検定・職業ガイド』（6月臨時増刊）
- 『全国大学推薦・AO入試合格対策号』（7月臨時増刊）
- 『全国大学内容案内号』（8月号)
- 『全国大学推薦・AO入試年鑑』（9月臨時増刊）
- 『全国看護・医療・福祉系（大学・短大・専門学校)受験年鑑』（10月臨時増刊）
- 『全国大学受験年鑑』（11月臨時増刊）
- 『全国大学小論文入試全出題』（螢雪時代特別編集）

## 備考
- かつて文化放送他で放送されていた大学受験ラジオ講座は一時期「旺文社螢雪時代 大学受験ラジオ講座」という名称で放送されていたこともあった。1990年代には上記『蛍雪アルシェ』と関連し、しましまんず司会による「アルシェクラブいてまえラジオ」として放送し、同誌に連載していた講師陣から毎週2名出演していた。
- 東京都新宿区赤城元町の赤城神社境内にある「蛍雪天神」の名は、『螢雪時代』に由来する。戦災により焼失していた北野神社（祭神・菅原道真）を、旺文社の寄付などで再興したものであり、受験生の合格を祈願している。